# 塞爾維亞—美國關係
塞尔维亚-美国关系是塞尔维亚共和国和美利坚合众国之间的双边关系。他们的双边关系最初是在1882年美国与塞尔维亚王国建立的。从1918年到2006年，美国与南斯拉夫王国、南斯拉夫社会主义联邦共和国和南斯拉夫联邦共和国（后来的塞尔维亚和黑山）保持关系，塞尔维亚被认为是这些国家的合法继承者。
19世纪末，美国试图利用奥斯曼帝国从巴尔干半岛撤退的机会，与该地区新兴的民族国家建立外交关系，塞尔维亚就是其中之一。这两个国家在第一次世界大战期间是盟友。二战结束后，塞尔维亚与黑山以及之前由奥匈帝国控制的领土合并，建立了一个统一的南斯拉夫国家，即后来的南斯拉夫。直到第二次世界大战开始，这个国家和美国都有外交关系。第二次世界大战期间，在南斯拉夫，美国支持塞尔维亚保派切特尼克，而不是他们的对手共产党。切特尼克最终败给了游击队，南斯拉夫成为了一个由游击队领袖约瑟普·布罗兹·铁托领导的一党共产主义国家。在战争刚刚结束的时候，南斯拉夫和美国几乎没有外交关系。战争的结束也导致大批难民从南斯拉夫移民，其中许多是塞尔维亚人，最终移居到美国。这帮助在美国创造了第一批主要的塞尔维亚人。一些二战后定居美国的塞尔维亚难民是反共流亡者，他们在冷战期间试图破坏铁托政权，把美国作为他们反共目标的一个根据地。
在南斯拉夫解体期间，美国参与了战斗和经济冲突，特别是与塞尔维亚，当时被称为南斯拉夫联邦共和国（社会主义南斯拉夫的继承国之一）。美国对南斯拉夫实施了制裁，并在1999年率先发起北约对南斯拉夫的轰炸行动。在此期间，另一波塞尔维亚移民潮接踵而至，许多塞尔维亚难民移居美国。21世纪初，美国和南斯拉夫恢复了外交关系，但2006年黑山共和国脱离后，两国关系有所改变。之后，塞尔维亚继承了之前由南斯拉夫联邦共和国维持的关系。2008年2月，科索沃单方面宣布从塞尔维亚独立，这一举动得到了美国的承认。

## 历史

### 塞尔维亚王国与美国的关系

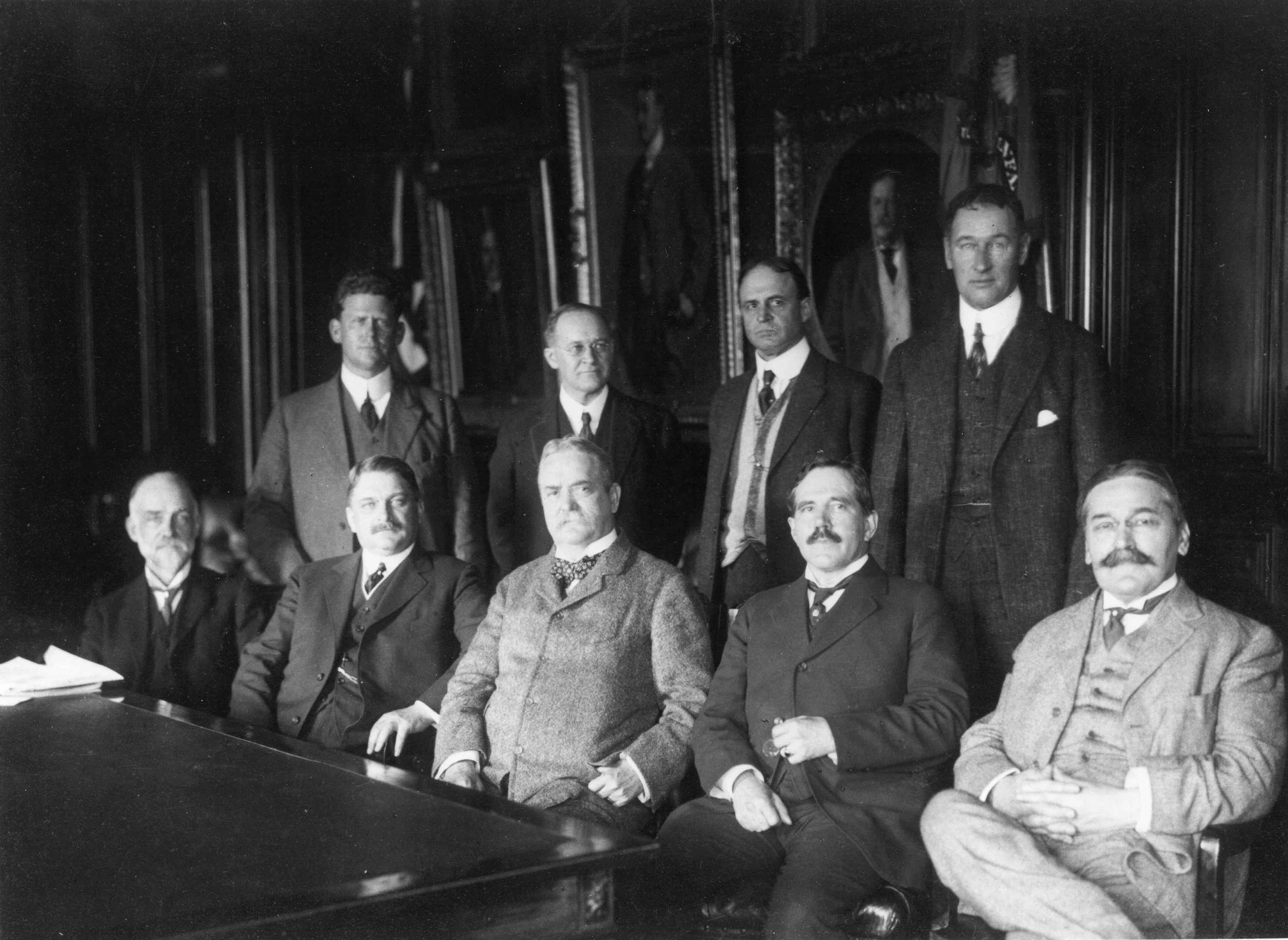
米海洛·卜平（右一），塞尔维亚驻美国名誉领事，在第一次NACA会议上(1915年)

当时的塞尔维亚王国和美国在19世纪建立了外交关系。1879年，塞尔维亚在纽约设立总领事馆。1882年2月3日，塞尔维亚议会通过了由国王米兰一世提交的塞尔维亚王国与美国外交关系的合同和公约。美国参议院在1882年7月5日通过了这两份文件，没有经过辩论或修改。1882年11月10日，尤金·斯凯勒成为第一位美国驻塞尔维亚大使。

### 南斯拉夫王国与美国的关系

#### 美国在界定塞尔维亚、克罗地亚和斯洛文尼亚王国边界中的作用
美国参加第一次世界大战后，美国总统伍德罗·威尔逊提出了他的14点主张，作为结束战争的优先谈判清单。威尔逊的第十点主张，生活在奥匈帝国的人民应该在战后独立决定自己的命运，这直接与英国政府战后保留奥匈帝国的愿景相矛盾。威尔逊的第11点更具体地涉及到塞尔维亚，明确指出塞尔维亚应保证开放通往亚得里亚海的通道。在《凡尔赛条约》的谈判期间，美国由一个代表团代表，该代表团积极参与了塞尔维亚、克罗地亚和斯洛文尼亚新王国的边界的确定。在定义新边界的过程中，塞尔维亚王国选择乔万·奇维奇向美国代表团展示地图，试图说服他们同意收购巴兰尼亚、东巴纳特和其他以前由奥地利、匈牙利、保加利亚和罗马尼亚统治的地区。同样，美国代表团也面临着塞尔维亚邻国的游说，大多数人赞成将巴兰尼亚分配给匈牙利，将巴纳特的大部分分配给罗马尼亚，这与奇维奇的提议形成了鲜明对比。

#### 文化交流

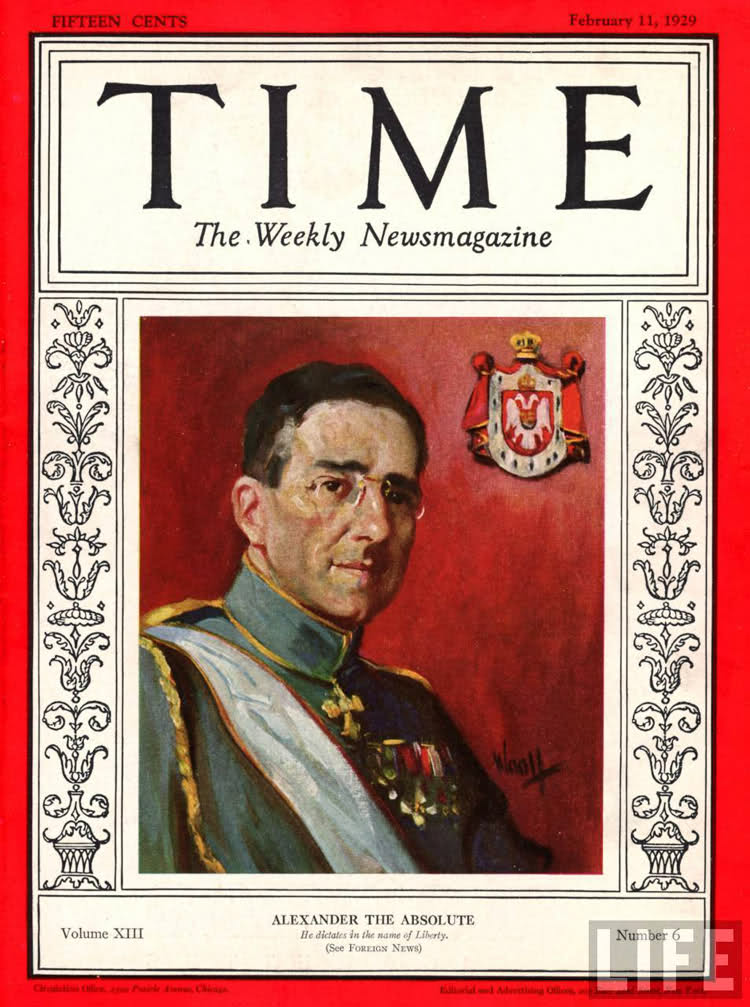
1929年2月11日，南斯拉夫国王亚历山大一世登上《时代》杂志封面

一战后，塞尔维亚学生开始在美国学习。为了这个目的，罗莎莉·斯劳特·莫顿教授于1919年成立了国际塞尔维亚教育委员会，并很快由教育部正式宣布成立。莫顿是纽约第一位女妇科教授，她寻求对塞尔维亚在战争中所扮演的角色“表达她的尊重、感激和钦佩”。第一代有61名学生（大部分来自现在的塞尔维亚）入学。为了表示良好的意愿和伙伴关系，许多美国大学向塞尔维亚学生提供免费学习。这些行动只是当时两国在所有领域普遍良好关系的一个方面。
20世纪30年代，美国电影在南斯拉夫电影院的外国影片中占了50%以上，查理·卓别林是贝尔格莱德公众的最爱。在同一时期，爵士乐开始流行起来，一些美国音乐家在贝尔格莱德演奏，例如阿图尔·鲁宾斯坦。

### 美国在二战期间支持塞尔维亚的君主主义者
在第二次世界大战期间的南斯拉夫，美国最初支持南斯拉夫皇家政府。当纳粹在1941年春天入侵南斯拉夫时，美国在战争的头几年里向切特尼克提供了大量支持。这种支持的形式是战略情报局的威廉·唐诺文和切特尼克政府之间的广泛秘密关系。这种合作在诸如升降索行动等复杂行动中得到了突出体现，在那次行动中，数百名美国飞行员被切特尼克成员救出。

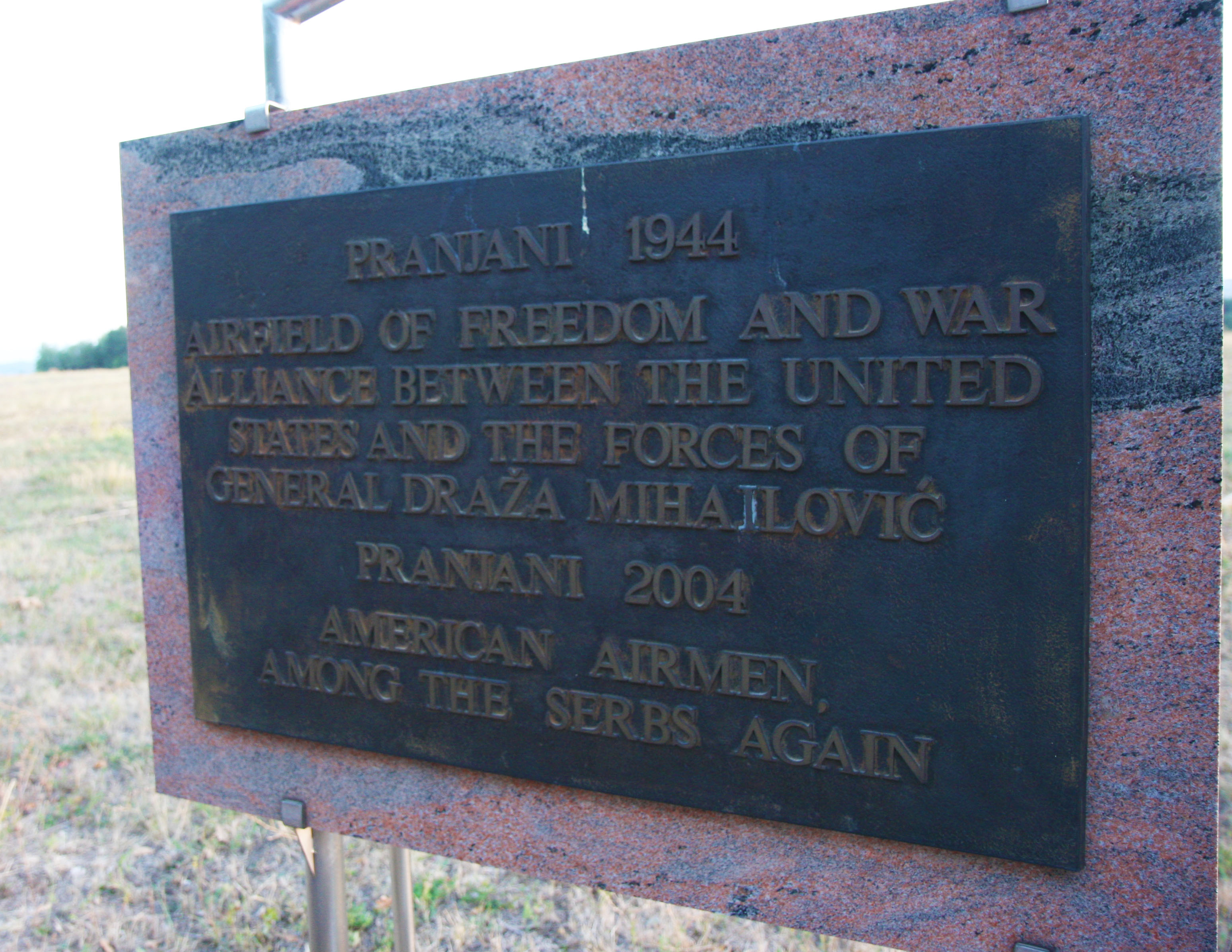
位于塞尔维亚的升降索行动的纪念碑

然而，由于英国政府军情六处偏袒南斯拉夫游击队而非切特尼克，战略情报局对切特尼克的支持受到了影响。1943年，美国政府对切特尼克人的支持超过了对南斯拉夫游击队的支持，以至于富兰克林·D·罗斯福总统在一次私人谈话中与温斯顿·丘吉尔讨论，他认为南斯拉夫的边界将完全重新划分为三个独立的国家，战争结束时，彼得二世将成为一个独立的塞尔维亚王国的君主。1944年4月，美国空军和英国皇家空军开始轰炸贝尔格莱德，因为他们得出结论，纳粹的占领不能仅靠塞尔维亚的抵抗来消除。
美国情报部门逐渐将其对南斯拉夫游击队行动的影响让与英国。战争结束时，哈里·S·杜鲁门总统向切特尼克的领导人德拉查·米哈伊洛维奇授予了大量荣誉，但这些奖项直到2005年才被公开。

### 冷战期间的关系
第二次世界大战结束后，南斯拉夫联邦人民共和国成立。与新共产党政府的第一个外交接触是美国国务院要求美国军队在米哈伊洛维奇的审判中作证。然而，这一请求遭到了回避，而且由于1946年米哈伊洛维奇被处决一事激怒了美国外交官，铁托政府与美国的早期关系变得紧张起来。一个月后，两架美国空军C-47运输机在南斯拉夫上空被击落，两周后，两国关系进一步恶化。直到1948年，更多的美国空军飞机在南斯拉夫上空被击落。因此，美国参议员多德坚决反对美国向铁托政府提供经济援助，甚至说“铁托的双手沾满了鲜血”。在铁托早期访问美国时，圣佩德罗的抗议者水淹他的画像。从第二次世界大战到1961年，美国成立了一个军事援助咨询小组，许多南斯拉夫军官接受了美国的训练。除了接受许多美国武器外，南斯拉夫还接受了6亿美元的军事援助。

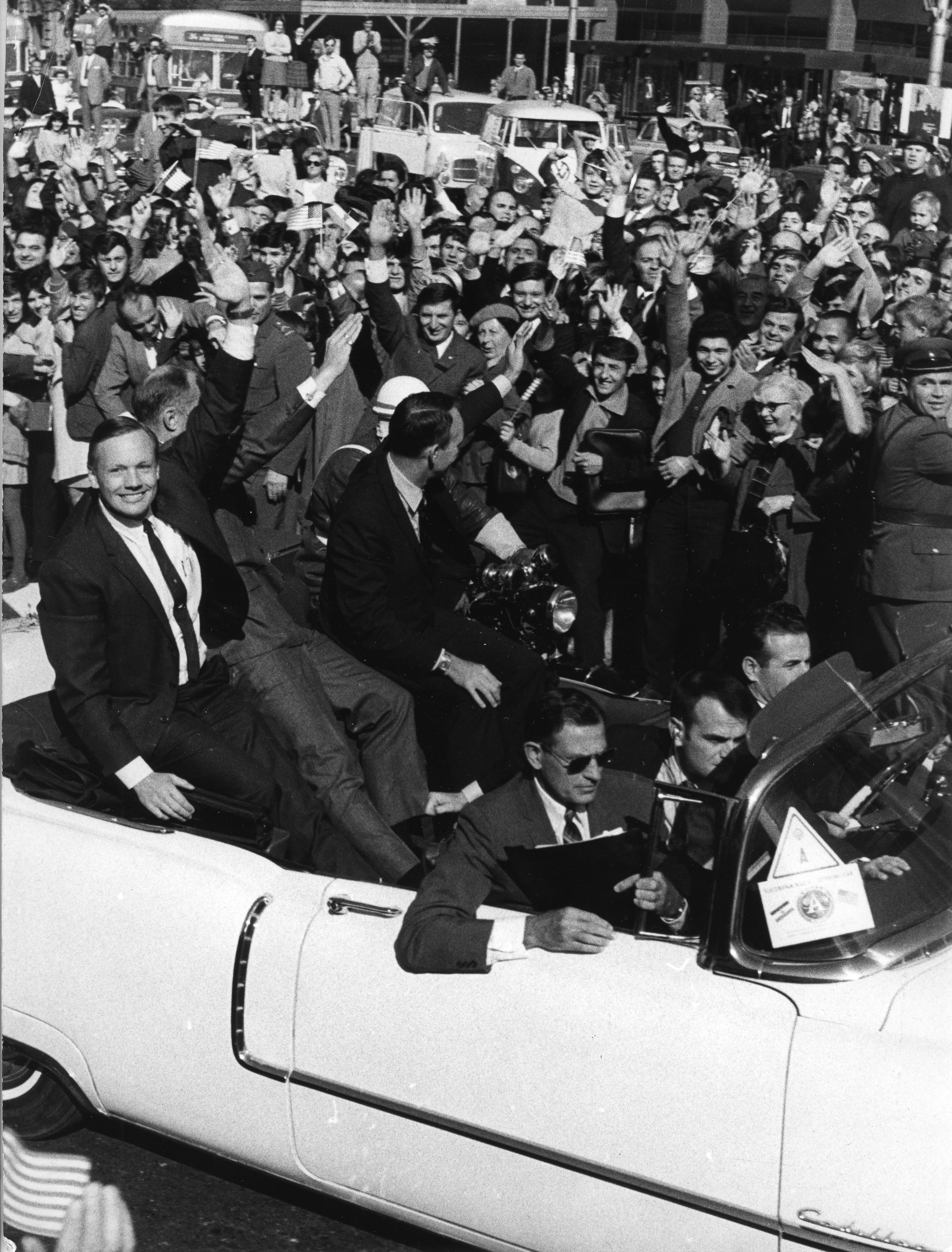
阿波罗11号的宇航员在贝尔格莱德

1947年，欧洲的共产主义政府服从斯大林，拒绝了美国的马歇尔计划援助。起初，铁托同意并拒绝了马歇尔计划。然而，1948年铁托在其他问题上与斯大林决裂，使南斯拉夫成为一个独立的共产主义国家。南斯拉夫随后请求美国援助。美国领导人在内部存在分歧，但最终达成一致，并于1949年开始小规模捐钱，1950年至1953年开始大规模捐钱。美国的援助不是马歇尔计划的一部分。
在铁托斯大林分裂后，南斯拉夫开始与西方国家展开更多的外交对话，这保证了南斯拉夫不会成为华沙条约组织的成员。泛美世界航空公司于1963年开通了从纽约直飞贝尔格莱德的航班。1967年1月1日，南斯拉夫成为第一个向所有外国游客开放边界并取消签证要求的共产主义国家。随后，在美国和南斯拉夫之间的定期商业航空旅行中，南斯拉夫航空公司开通了飞往美国的航班，有效地与泛美航空公司竞争。美国和南斯拉夫之间的贸易机会重新开放，美国企业开始向南斯拉夫出口。同样，到了20世纪80年代，南斯拉夫甚至将许多位于克拉古耶瓦茨的装配线出口到美国。美国总统卡特和铁托讨论了巴勒斯坦和埃及问题，并把铁托称为“伟大的世界领袖”。随后，里根政府在机密敏感的1984年国家安全决定指令NSDD 133中提出了他们对南斯拉夫的政策。1990年解密的审查版本详细阐述了1982年发布的关于东欧的NSDD 54。后者主张“努力扩大美国与南斯拉夫的经济关系，使两国都受益”，这是“对东欧国家的一个有益的提醒，提醒他们从莫斯科独立出来的好处”。

#### 在美国的塞尔维亚反共人士
在社会主义时期的大部分时间里，美国是许多生活在南斯拉夫之外的塞尔维亚反共者的避难所。1979年6月20日，一位名叫尼古拉·卡瓦贾的塞尔维亚民族主义者劫持了从纽约起飞的美国航空公司293航班，意图将波音707飞机撞向南斯拉夫共产主义联盟在贝尔格莱德的总部。然而，这架飞机降落在爱尔兰的香农，卡瓦贾在那里被捕。

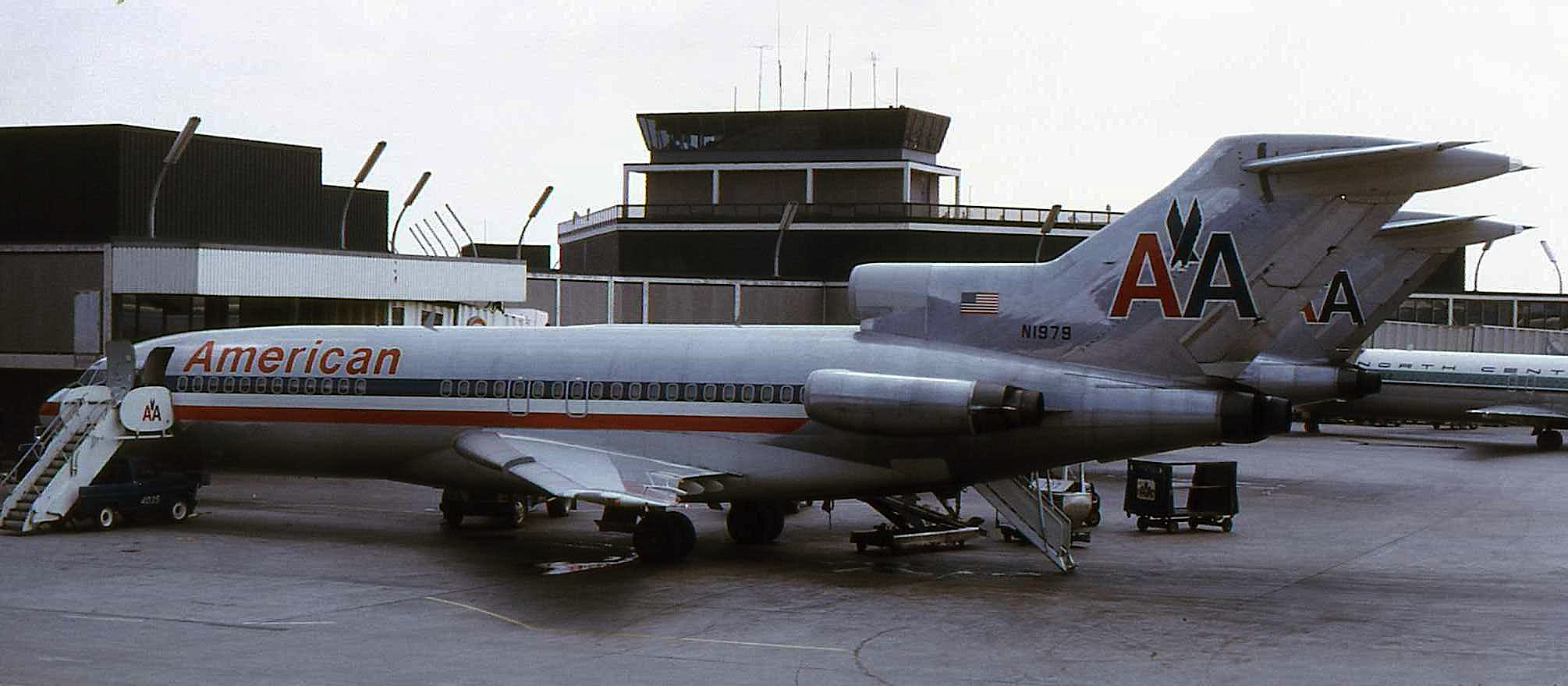
1979年6月20日，尼古拉·卡瓦加劫持了美国航空公司293号航班，意图撞向贝尔格莱德的共产主义联盟大楼。

1975年，包括博斯科·拉东季奇在内的6名塞尔维亚民族主义者在南斯拉夫驻芝加哥领事的家中放置了一枚自制炸弹。拉东季奇后来成为纽约市西部帮派的头目，在那里他参与了有组织的犯罪和敲诈勒索。他最终成为纽约市黑社会中最可怕的匪徒之一，并与沃吉夫·斯坦米罗维奇、约翰·戈蒂和甘比诺家族建立了广泛的友谊。1990年12月，萨米·格拉瓦诺向联邦调查局举报约翰·戈蒂后，拉东季奇被高度怀疑试图替约翰·戈蒂安排审判。因此，拉东季奇于1999年12月在一架飞往古巴的飞机被迈阿密国际机场封锁时被捕，当时他被联邦调查局追踪。2000年1月，他再次在美国被捕，以进一步调查1992年的戈蒂审判。2001年获释后，他离开美国，回到塞尔维亚，在那里一直生活到2011年去世。他也是拉多万·卡拉季奇的仰慕者和长期好友，直到后者于1996年躲藏起来。
1980年代，沃伊斯拉夫·舍舍利在1981年被南斯拉夫共产主义者联盟驱逐后，在密歇根大学教授政治学。1989年6月，他再次前往美国，在加州圣马科斯与蒙西洛·朱吉奇会面，朱吉奇称呼他为切特尼克·伏伊伏达（塞尔维亚语为公爵）。1991年，他组建了塞尔维亚激进党，并被前南问题国际法庭指控在波斯尼亚和黑塞哥维那以及战争国家塞尔维亚克拉伊纳共和国领导贝利奥洛维武装分子。拉多万·卡拉季奇于1974年至1975年在哥伦比亚大学攻读医学研究生，但当时没有任何具体的政治议程。后来，在波斯尼亚战争期间，他成为斯普斯卡共和国战时总统，随后躲藏在塞尔维亚，直到2008年在前南问题国际法庭以战争罪和种族灭绝罪被捕。

### 与南斯拉夫关系恶化并爆发战争

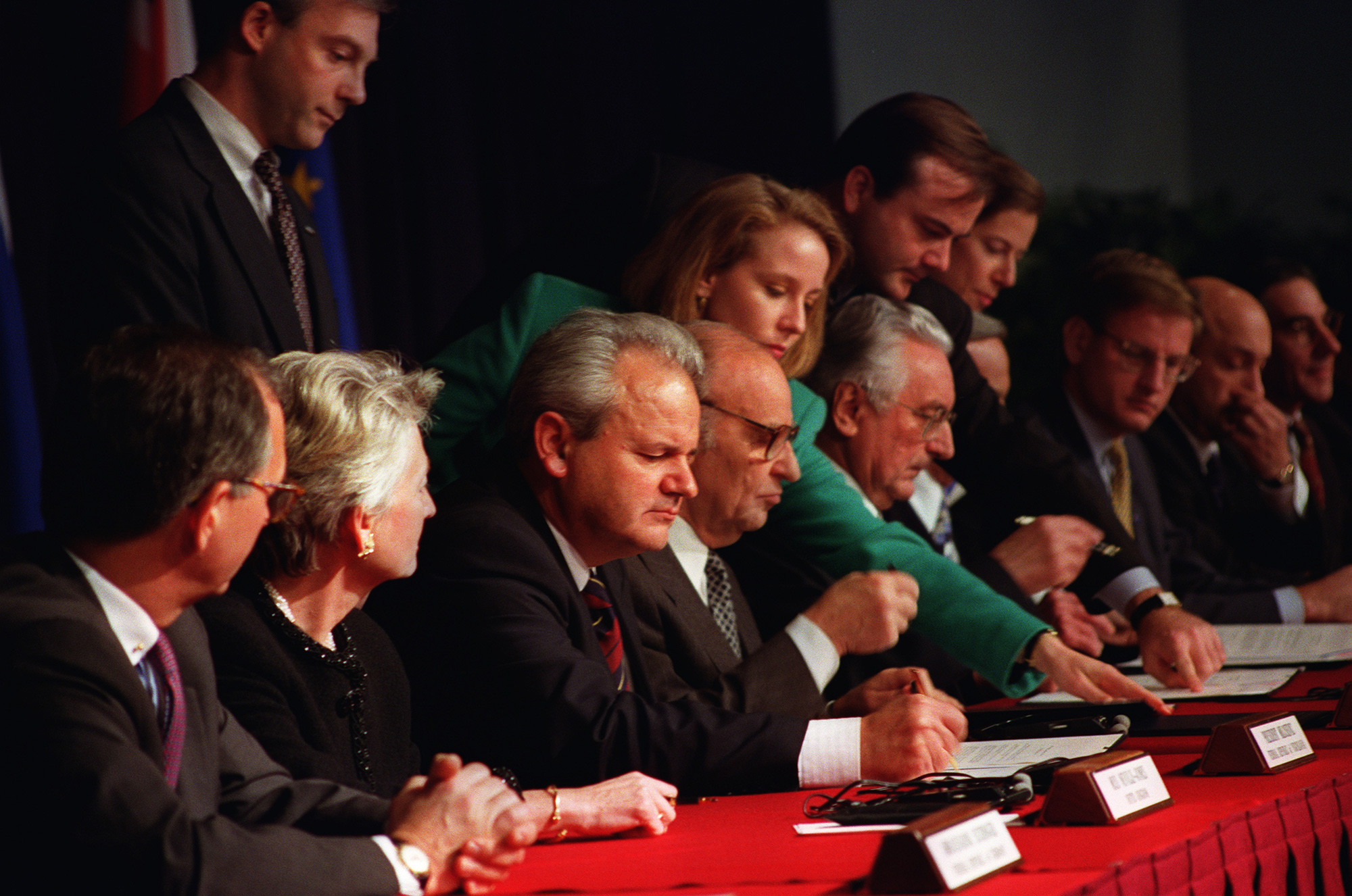
从左到右：斯洛博丹·米洛舍维奇、阿利雅·伊泽特贝戈维奇和弗拉尼奥·图季曼于1995年11月21日在赖特-帕特森空军基地签署代顿和平协议

美国对南斯拉夫发起的第一种制裁形式已经从1990年开始，即由参议员唐·尼克尔斯和鲍勃·多尔发起的尼克尔斯修正案。由于担心阿尔巴尼亚人在科索沃被捕，修正案得以通过。修正案于1992年5月6日正式生效。尽管它只申请了价值500万美元的美国对外援助，但据报道，在南斯拉夫解体和恶性通货膨胀之前，它在拒绝向国际货币基金组织贷款方面发挥了重要作用。
南斯拉夫的分裂始于1992年，由塞尔维亚、黑山和科索沃组成的南斯拉夫联邦共和国。在南斯拉夫战争期间，美国和联合国绝大多数国家于1992年5月30日切断了与南斯拉夫的经济联系，并对南斯拉夫实行制裁。

#### 帕尼奇 - 乔西奇 - 米洛舍维奇三角和美国
新成立的南斯拉夫联邦共和国的南斯拉夫政府最终有三位意识形态上相左的领导人担任行政职务。从1992年开始，斯洛博丹·米洛舍维奇是塞尔维亚共和国的总统，国家理论家多布里察·乔西奇被任命为南斯拉夫联邦共和国的总统。与此同时，米兰·帕尼奇，一个总部设在加州新港海滩的商业巨头，接受了米洛舍维奇的总理邀请。帕尼奇后来在1992年的南斯拉夫议会选举中当选总理。虽然帕尼奇在南斯拉夫政府担任行政职务明显违背了美国宪法，但美国并没有撤销他的公民身份。不过，鉴于帕尼奇的商业和居住背景，他将成为美国外交界的一个感兴趣的人。1992年7月，在赫尔辛基举行的欧安会会议上，美国国务卿詹姆斯·贝克突然驳回了帕尼奇要求减少对南斯拉夫制裁的请求，即使是在达成协议后，米洛舍维奇将辞职以交换制裁的解除。这最终严重损害了帕尼奇独特的国际外交地位，以及他在南斯拉夫的地位。《洛杉矶时报》发表了一篇文章，将帕尼奇描述为潜在的美-南斯拉夫和平调停的可疑支持者，而事实上，多年后才为人所知，帕尼奇实际上是贝克首先邀请的，而不是自愿来到赫尔辛基。
帕尼奇和前美国驻南斯拉夫大使约翰·道格拉斯·斯坎伦在一场深度合作的运动中挑战保守派政治家，这呼应了贝克不赞成给予南斯拉夫制裁，以换取米洛舍维奇的辞职计划。帕尼奇的顾问之一，学者卢比萨·拉基奇，被派去向劳伦斯·伊格尔伯格解释老布什政府错误地将帕尼奇视为米洛舍维奇的傀儡。伊格尔伯格回答说，“别担心，我们会做我们自己的事情。”

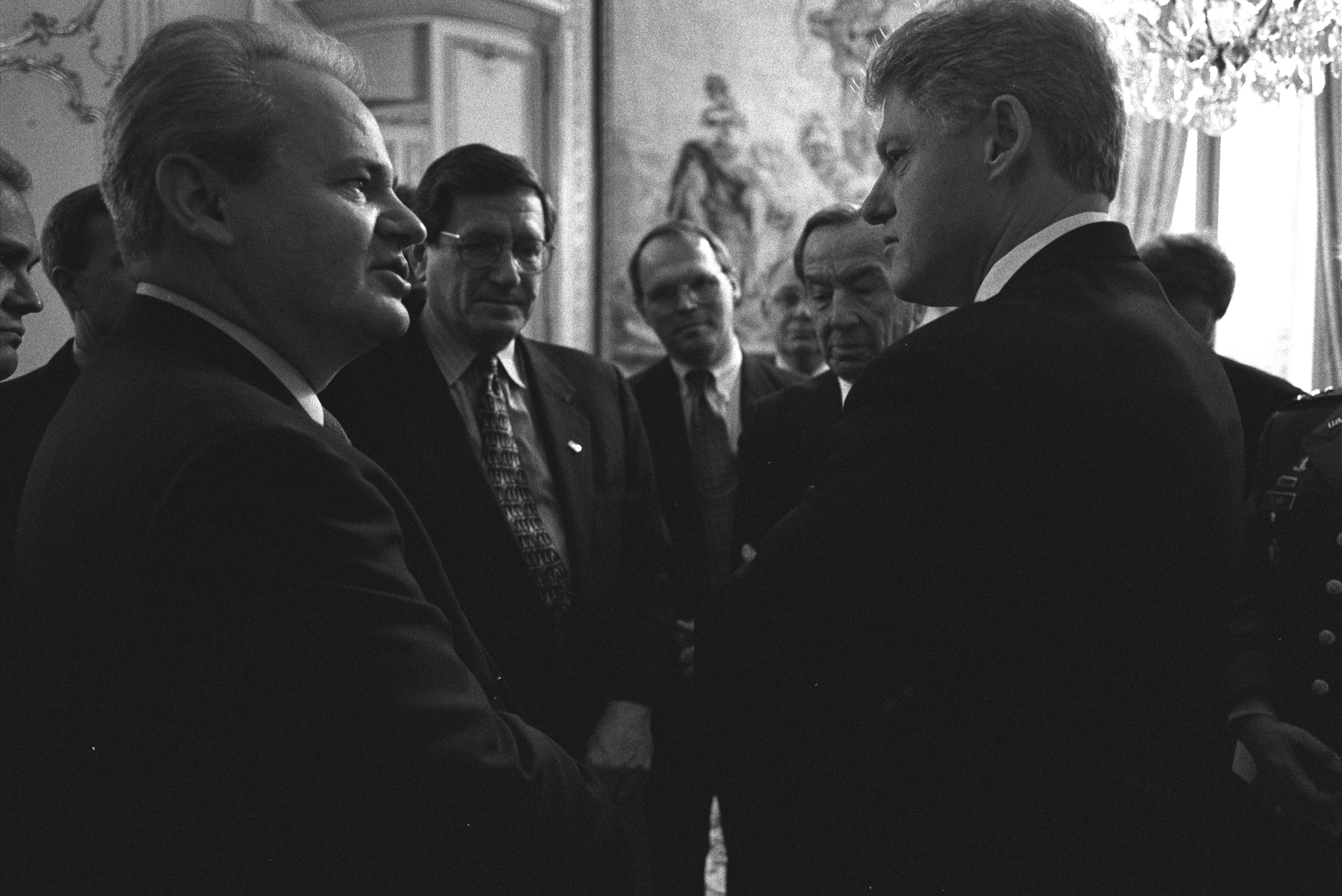
塞尔维亚总统斯洛博丹·米洛舍维奇、美国总统比尔·克林顿、沃伦·克里斯托弗和理查德·霍尔布鲁克

这个三管齐下的政府只从1992年5月持续到12月，因为帕尼奇和乔西奇决定在同年12月的制度修订选举中挑战米洛舍维奇。去年12月的选举以反对党米洛舍维奇的失败而告终，乔西奇因健康问题在最后一刻退出了竞选。反对党的多名政客批评美国在1992-93年寒冷的冬天煽动对化石燃料的制裁，说这些制裁实际上加深了人们对米洛舍维奇的同情，而不再反对他。

#### 后代顿时期与美国在南斯拉夫的经济影响
1995年11月21日，塞尔维亚总统斯洛博丹·米洛舍维奇前往美国，与克罗地亚总统弗拉尼奥·图季曼和波斯尼亚总统阿利雅·伊泽特贝戈维奇在俄亥俄州代顿附近签署了《代顿协议》。几个月后，对南斯拉夫的制裁终于在1996年10月解除。
1997年，一个由17名经济学家组成的小组写了一封题为“南斯拉夫的激进经济改革计划”的信，提倡自由的宏观经济政策，对1998年至2010年南斯拉夫经济状况做出了令人震惊的预测。
巧合的是，这封信最初是由B92出版的，可以说是当时南斯拉夫最亲西方的媒体。这将成为塞尔维亚极具争议的政党G17 Plus的基础，G17 Plus最初是一个由美国国家民主基金会资助的非政府组织。最初撰写1997年那封信的人后来产生了分歧，一些人要么回避、甚至批评G17 Plus的基本面，而另一些人则从2000年开始在亲米洛舍维奇的政府任职。

#### 北约轰炸南斯拉夫

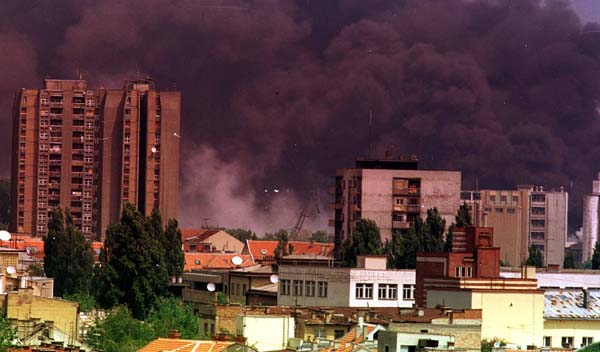
1999年诺维萨德炼油厂被炸毁后冒出的浓烟

1998年3月科索沃战争爆发时，美国恢复了对南斯拉夫的制裁。在拉恰克大屠杀和朗布依耶发生争议后不久，美国外交官理查德·霍尔布鲁克于1999年3月前往贝尔格莱德递交最后通牒，要求联合国部队进入科索沃。米洛舍维奇拒绝了最后通牒，美国于1999年3月23日完全断绝了与南斯拉夫的关系。比尔·克林顿成为第一个绕过国会多数而宣战的总统。轰炸行动的表决是众议院历史上最激烈的投票之一（213票对213票）。美国于1999年3月24日向南斯拉夫宣战，参加由美国将军韦斯利·克拉克领导的盟军行动。在当时南斯拉夫的所有领土中，塞尔维亚受到的轰炸最多，因为它的军事目标集中。由于斯洛博丹·米洛舍维奇批准驻科部队进入科索沃，对南斯拉夫的战争于1999年6月10日停止。

### 战后关系

#### 米洛舍维奇被推翻和后果

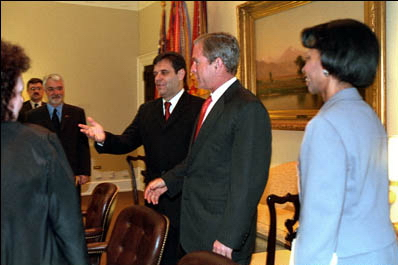
南斯拉夫联盟共和国总统沃伊斯拉夫·科什图尼察和美国总统乔治·W·布什在白宫，2001年。

最初由学生在1998年由美国国际开发署，国际共和党研究所和美国国家民主基金会资助的学生组成的一个名为Otpor！的团体，是推翻米洛舍维奇的推土机革命的众多重要参与者之一。美国国际开发署向Otpor捐赠了超过3,000万美元，以“为DOS的领导层购买手机和计算机，并招募和培训2万名选举监督员的军队”，并为他们补充“以海报，徽章和T恤进行的复杂营销活动”。2000年10月5日的推土机革命后，美国在贝尔格莱德重新建立了外交存在。2013年，美联社发表文章称，美国中央情报局特工弗朗西斯·阿齐布尔德参与组织了“10·5”政变，此次政变“被CIA内部视为成功开展和平秘密行动的蓝图”。
对南斯拉夫的制裁于2001年1月解除。布什政府领导的美国甚至在联合国制裁解除后几个月就否认向南斯拉夫提供任何援助，之后沃克斯拉夫·科什图尼察答应与海牙就斯洛博丹·米洛舍维奇的审判要求进行合作。

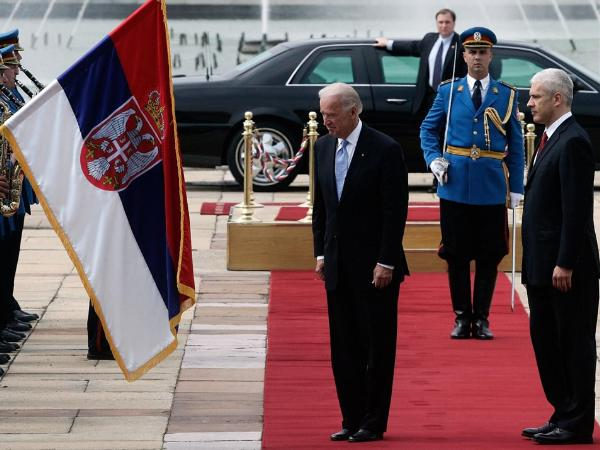
2009年，在贝尔格莱德，美国副总统乔·拜登和塞尔维亚总统鲍里斯·塔迪奇

在新南斯拉夫政府领导下米洛舍维奇被警察逮捕后，美国向南斯拉夫施压，要求其将米洛舍维奇引渡到前南问题国际法庭，否则将会失去国际货币基金组织和世界银行的财政援助。2001年3月，美国经济学家约瑟夫·斯蒂格利茨前往贝尔格莱德，与著名的民主党反对派领袖佐兰·金吉奇就国际货币基金组织发起的紧缩政策的潜在后果进行了交谈。2001年6月25日，斯蒂格利茨发表了一篇名为“塞尔维亚的迟到优势”的文章，内容涉及塞尔维亚不急于私有化和不实行“冲击疗法”的必要性，这是布雷顿森林体系确立的宏观经济建议。然而，金吉奇并没有活到分析布雷顿森林机构的建议或斯蒂格利茨的反紧缩计划的时间，他于2003年3月12日被暗杀。当G17 plus不断游说解散塞尔维亚和黑山联邦，与塞尔维亚政府陷入激烈对峙时，事态逐渐升级。后来，在2006年5月，黑山宣布从塞尔维亚-黑山国家联盟独立，美国立即尊重选举结果，并敦促波德戈里察新政府与塞尔维亚保持密切联系。美国承认塞尔维亚为塞尔维亚和黑山以及前南斯拉夫的官方继承国。
除了财政政策，美国在行政部门的影响力也很明显。2002年9月，贝尔格莱德的军事法庭宣布对莫姆契洛克·佩里希奇提出指控，当时他是南斯拉夫联邦共和国的副总统，罪名是为中央情报局从事间谍活动。审判从未进行过，尽管他于2013年2月28日从海牙获释后，佩里希奇的律师诺瓦克·卢基奇宣布，他的委托人“已准备好接受2002年的间谍活动指控”。截至2015年，没有进行进一步调查。

#### 2008年危机

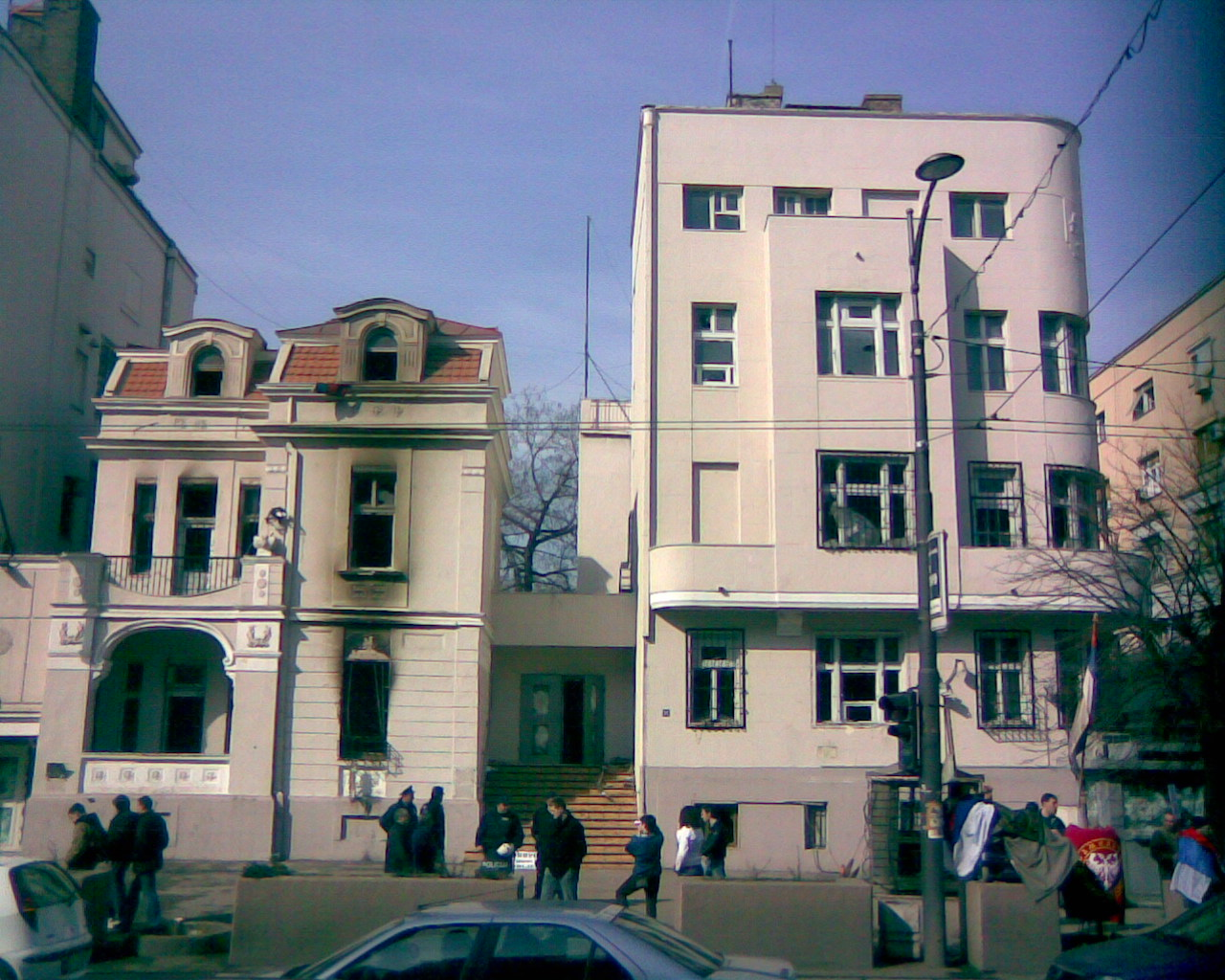
在2008年塞尔维亚抗议活动后，美国撤离的贝尔格莱德大使馆

2008年2月15日，塞尔维亚宣布亲西方的鲍里斯·塔迪奇赢得2008年总统大选。2008年的选举对塞尔维亚与美国的关系尤为重要，因为在选举中失利的主要挑战政党塞尔维亚激进党，也因托米斯拉夫·尼科利奇与沃伊斯拉夫·舍舍利就加入欧盟问题分裂而瓦解。当尼科利奇从激进党中分离出来并开始追求亲欧洲的形象时，他得到了美国游说公司奎因·吉莱斯皮及合伙人的建议。
2008年2月17日科索沃宣布独立后几天，塞尔维亚发生了大范围的骚乱，美国大使馆人员被疏散，随后被暴徒焚烧。一名塞尔维亚籍男子于骚乱中在使馆内被杀。塞尔维亚暂时撤回了驻华盛顿大使，但是美国驻贝尔格莱德大使馆只关闭了几天。卡梅伦·芒特大使表示，尽管发生了骚乱，双方关系不会受到损害。

#### 塞尔维亚前进党时代

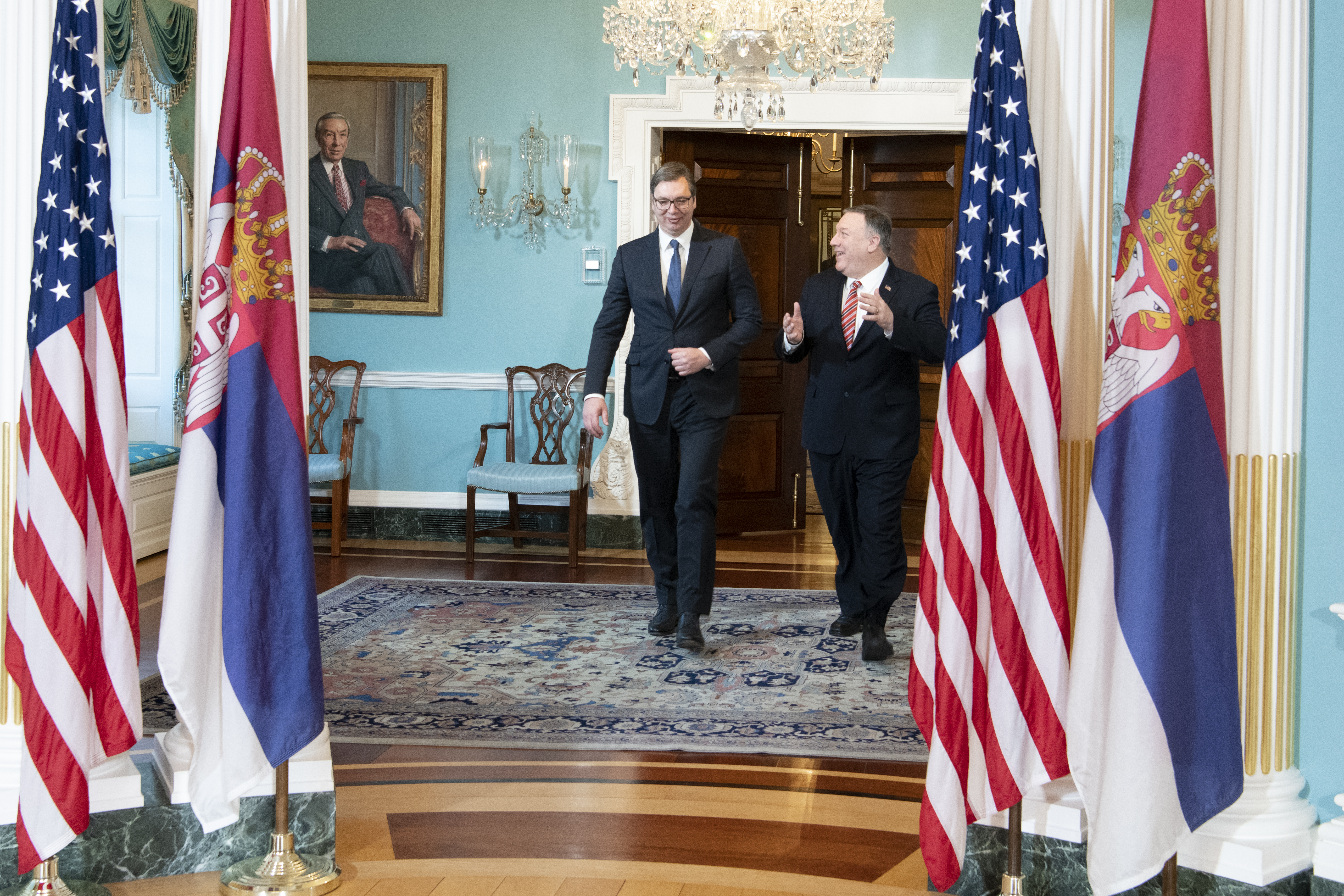
塞尔维亚总统亚历山大·武契奇和美国国务卿迈克·蓬佩奥，2020年在华盛顿

2012年4月19日，即2012年塞尔维亚议会和总统大选前不久，前纽约市市长鲁迪·朱利安尼前往贝尔格莱德，与贝尔格莱德市长的塞尔维亚前进党候选人亚历山大·武契奇举行新闻发布会。美国驻塞尔维亚大使馆发表声明称，朱利安尼的出现并不代表美国支持塞尔维亚即将举行的议会选举中的任何候选人。时任贝尔格莱德市长的德拉甘·吉拉斯抨击了朱利安尼出席的会议，告诉媒体“朱利安尼不应该以一个支持轰炸塞尔维亚的人的身份谈论贝尔格莱德的未来。”
2012年塞尔维亚议会和总统选举都在2012年5月6日举行。选举结果是现任执政党失去议会多数席位，现任总统鲍里斯·塔迪奇输给了塞尔维亚前进党候选人托米斯拉夫·尼科利奇。2012年7月3日，美国政府派菲利普·雷克前往贝尔格莱德，他在抵达贝尔格莱德的第一天就参加了与塞尔维亚统一地区党的姆拉丹·丹基奇的秘密讨论。里克随后与塞多米尔·乔万维奇，伊维察·达契奇，亚历山大·武契奇和托米斯拉夫·尼科利奇进行了讨论。 讨论的内容没有透露给记者，因为在询问里克在塞尔维亚的任务时，他们一再回避。选举后不久，里克与各党派领导人举行会晤，导致人们猜测美国公开在塞尔维亚策划组成联合政府。在一个实例中，贝尔格莱德大学政治学院教授普雷德拉格·西米奇声称，里克2012年7月访问贝尔格莱德是试图在民主党和塞尔维亚前进党之间建立议会联盟，而不是尊重选举结果，让塞尔维亚前进党和塞尔维亚社会党组成联合政府。尽管如此，获胜的前进党仍将社会党作为联合政府的合作伙伴。然而，统一地区党最终加入了执政联盟，其领导人丹基奇是里克在2012年7月的访问中会见的第一个政党领导人。总的来说，这次选举最终导致了民主党的失败，他们成为议会中最大的前进党的反对者。新当选的政府最终继续了塔迪奇政府追求的欧洲-大西洋一体化计划。
根据2012年美国全球领导力报告，只有20%的塞尔维亚人支持美国的领导力，57%的人表示反对，22%的人表示不确定，这是当年所有接受调查的欧洲国家中排名第五低的。
在2016年美国总统大选之前，武契奇参加了2016年9月举行的克林顿基金会全球倡议年度会议。在会议上，武契奇与斯雷布雷尼察的前市长萨米尔·杜拉科维奇一起参加了关于波斯尼亚和黑塞哥维那塞族与波斯尼亚人之间关系的讨论。讨论由比尔·克林顿主持。随后，前特朗普竞选顾问罗杰·斯通在InfoWars的一集节目中声称，塞尔维亚的政府支付了200万美元参加克林顿基金会的会议。在他出席克林顿基金会论坛之前，武契奇接受了塞尔维亚电视节目记者帕皮奇的采访。当帕皮奇问武契奇为什么要参加2016年9月的克林顿基金会会议时，伏基奇问帕皮奇：“你想与希拉里·克林顿发生冲突吗？”武契奇坚称，尽管他出席了克林顿基金会的会议，但他在美国大选中保持中立，并补充称，“塞尔维亚是一个小国，在美国人做出的决定中，它会选择站在自己一边”。

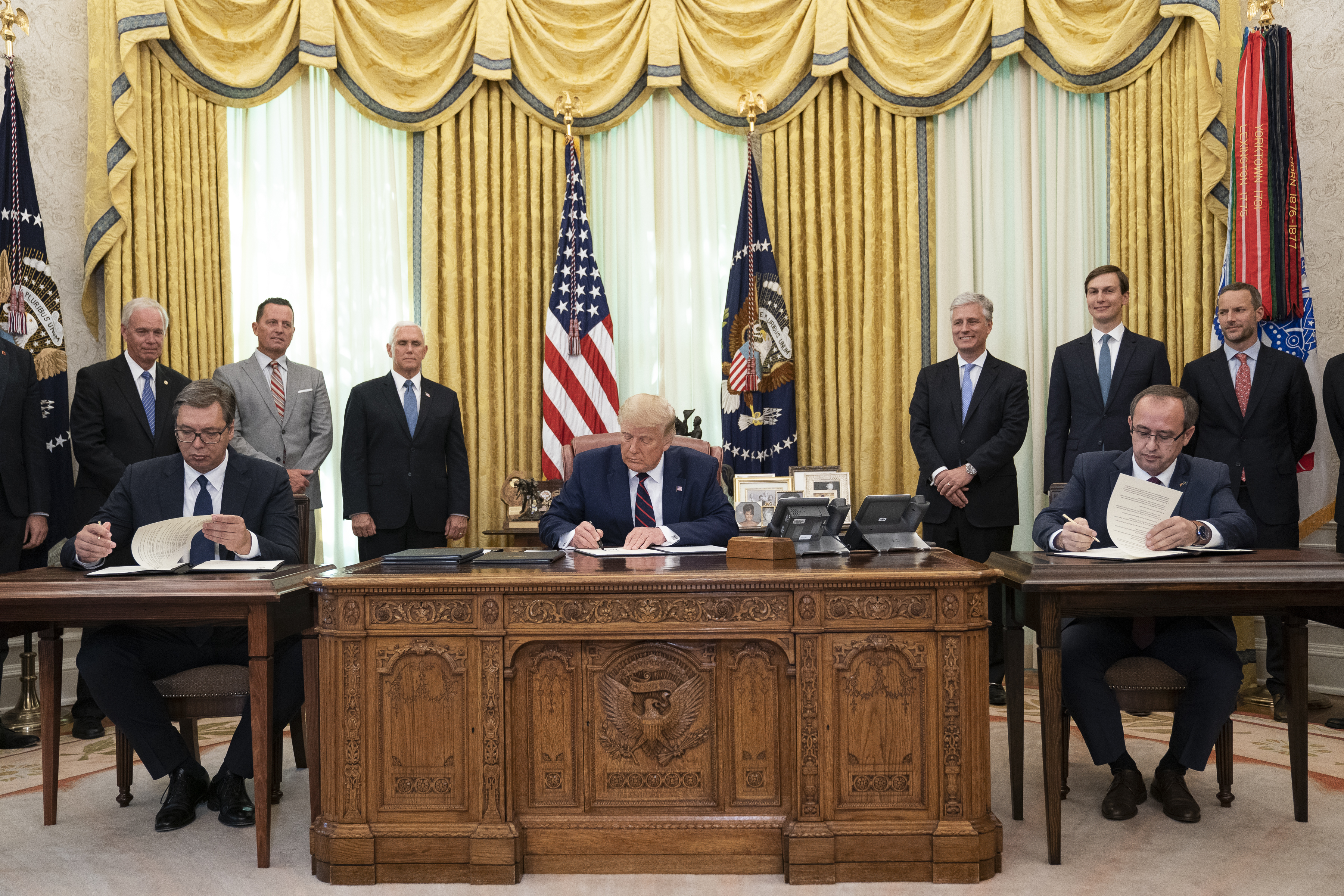
塞尔维亚总统亚历山大·武契奇（左）、美国总统唐纳德·特朗普（中）和科索沃总理阿夫杜拉·霍蒂（右）在白宫签署2020年科索沃和塞尔维亚的经济协定

2019年10月4日，美国总统特朗普任命理查德·格雷内尔为塞尔维亚和科索沃和平谈判特使。经过几个月的外交谈判，塞尔维亚和科索沃于2020年1月20日同意恢复贝尔格莱德和普里什蒂纳之间的航班，这是20多年来的第一次。
2020年9月4日，塞尔维亚总统会议，亚历山大·武契奇和科索沃总理阿杜拉·霍蒂在白宫签署了塞尔维亚和科索沃经济关系正常化协议。该协议将包括更自由的交通，包括铁路和公路，双方同意与美国进出口银行和美国国际开发金融公司合作，并加入小型申根区，但该协议还包括将塞尔维亚大使馆迁往耶路撒冷，以及以色列和科索沃相互承认。

## 塞尔维亚移民及人才流失
在美国有相当数量的塞尔维亚裔美国人。2007年，共有172,834名塞尔维亚籍或具有塞尔维亚血统的人居住在美国。第一次有记录的塞尔维亚移民浪潮出现在20世纪70年代，当时许多塞尔维亚工人移民到底特律为福特制造汽车。根据美国国际开发署的数据，2011年，塞尔维亚在人力资本外逃方面排名世界第二（仅次于几内亚比绍）。在塞尔维亚，人才外流到美国和加拿大是一种长期现象，特别是在1990年至2000年联合国制裁和战争期间。

## 贸易和投资

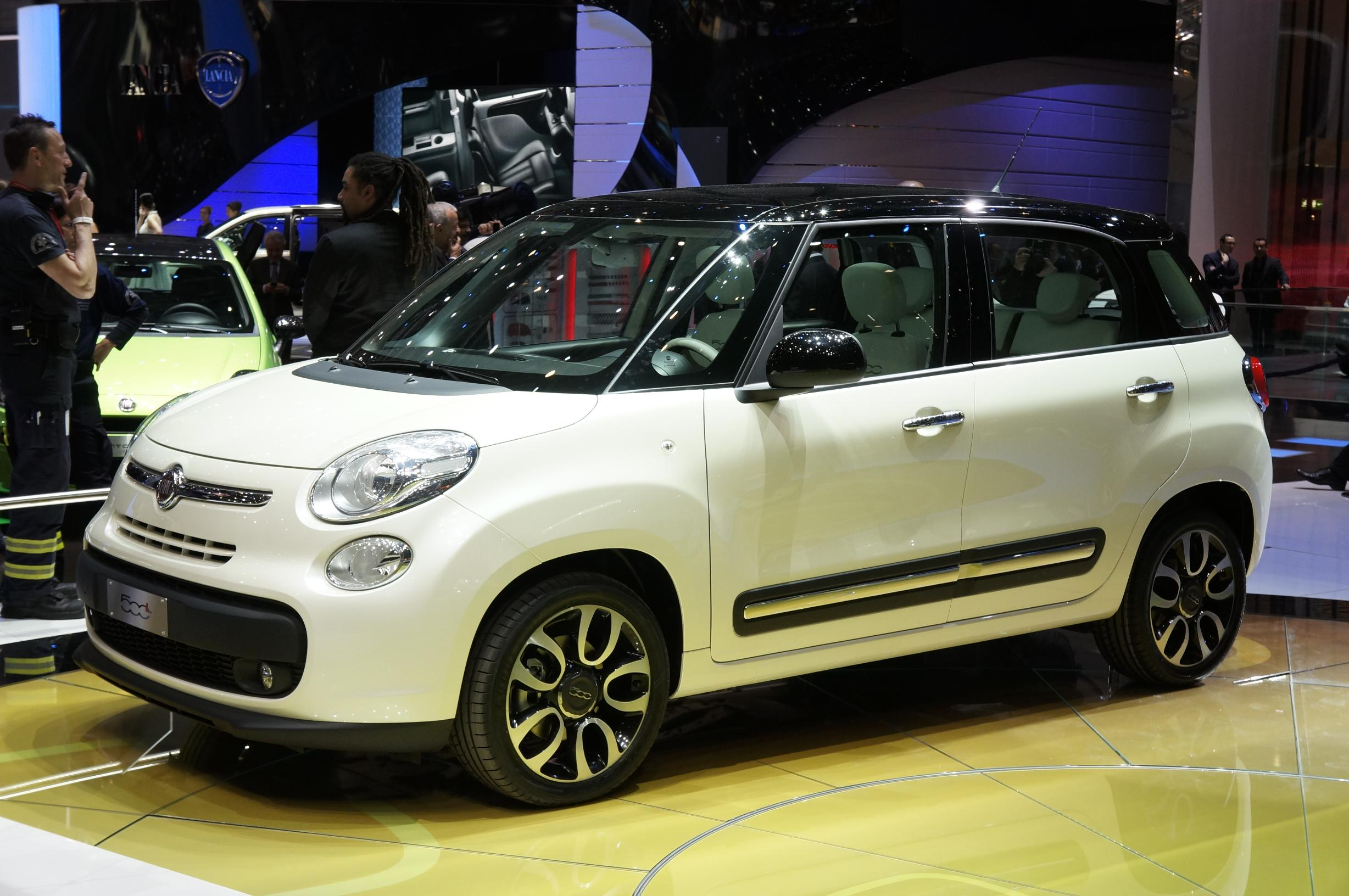
菲亚特500L在塞尔维亚制造，销往美国和世界各地

塞尔维亚对美国的最强劲出口包括在克拉古耶瓦茨生产的菲亚特汽车。 菲亚特于2008年购买了标志汽车，随后管理了克拉古耶瓦茨的工厂，从而生产出了与标志汽车车型不同的菲亚特新车。仅在2013年5月，就有3,000辆菲亚特500L轿车从塞尔维亚运到巴尔的摩，在美国销售。 自1992年以来，菲亚特500L是从塞尔维亚向美国出口的第一款汽车，并且被证明是在美国投放大量广告的流行车型。塞尔维亚还是世界上最大的覆盆子出口国（截至2009年），美国消费的大部分覆盆子都生长在舒马迪亚。2015年，两国讨论如何增加在塞尔维亚的投资。

## 交通

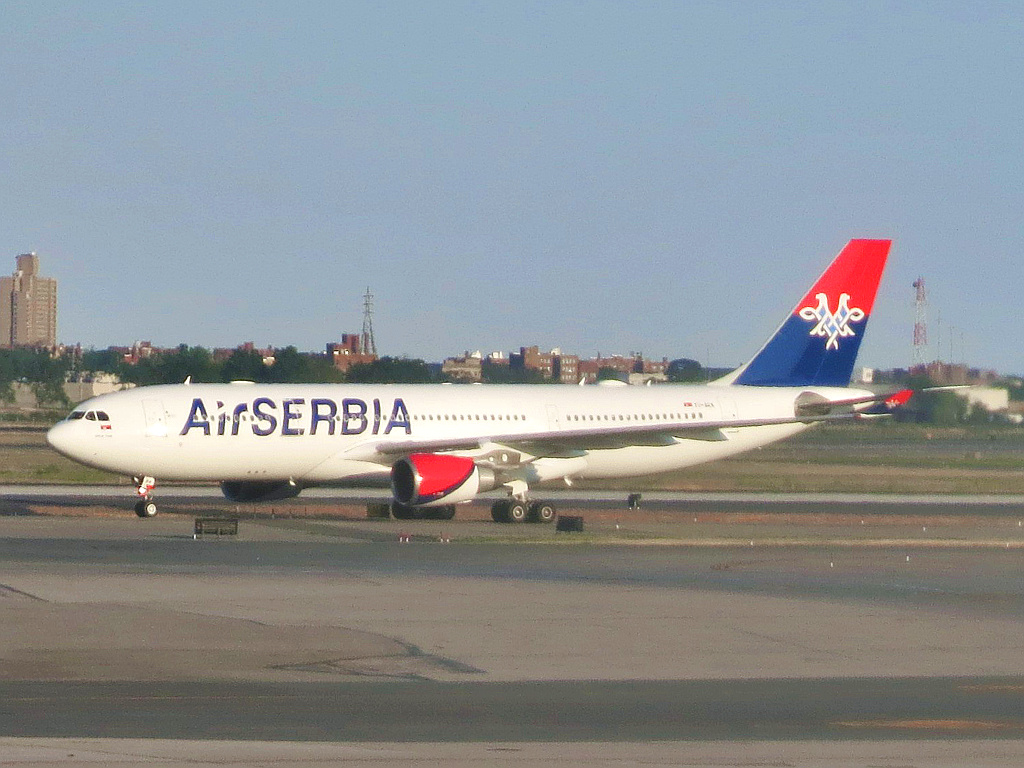
于2016年在纽约肯尼迪国际机场的塞尔维亚航空班机

1963年，泛美航空公司开通了从纽约肯尼迪国际机场飞往贝尔格莱德的航班。从20世纪70年代到1992年，南斯拉夫航空公司使用波音707和麦道DC-10飞机从贝尔格莱德飞往纽约、芝加哥、克利夫兰和洛杉矶。随着南斯拉夫解体，贝尔格莱德和美国之间的航班直到2003年才恢复，塞尔维亚和黑山的政府航空公司授予乌兹别克斯坦航空公司使用波音767飞机直飞贝尔格莱德和纽约的客运航班的权利。这些航班继续往返于塔什干国际机场。与乌兹别克斯坦航空公司的代码共享航班存续时间并不长。
2016年6月23日，塞尔维亚载旗航空公司塞尔维亚航空开通了从贝尔格莱德到纽约肯尼迪国际机场的首次航班。